# Nasarow (Adelsgeschlechter)
Der russische Familienname Nasarow (Назаров), weiblich Nasarowa (Назарова), auch Nazarov bzw. Nazarova geschrieben – Sohn/Tochter des Nasar – ist in allen Ständen verbreitet und bezeichnet u. a. ein altes fürstliches Haus georgisch-armenischen Ursprunges sowie mehrere untitulierte ur- und briefadelige Geschlechter, die nicht näher miteinander verwandt sind. Insgesamt trugen und tragen 31 adelige Häuser diesen Namen.

## Fürsten Nasarow (Mamikoniden)
Das im Mannesstamm blühende Fürstenhaus Nasarow, eigentlich Nasarow-Tumanow, ist laut Überlieferung ein Zweig des ab dem 4. Jh. nachgewiesenen armenischen Hauses Mamikonjan. Dieses stellte u. a. einen Nationalheiligen und konnte durch königliche und kaiserliche Heiraten zeitweise zu den größten Grundbesitzern des Landes avancieren. Ab dem 8. Jh. gingen sie allerdings im Spannungsfeld der Bagratiden und muslimischen Nachbarn zugrunde, wobei einige Prinzen nach Georgien auswanderten. Einer von ihnen, Tuman, begründete um 1250 das heute in mehreren Linien blühende Haus Tumanischwili und damit die Stammreihe auch der späteren Fürsten Nasarow(-Tumanow) mit Machtzentren in der Region um Gori sowie in der heutigen nordarmenischen Provinz Lori. Sie erhielten den georgischen Titel des Tawadi (Regionalfürsten) und die Erbwürde des Mdiwanbeg (Sekretärs), was sich noch heute im Wappen der Hauptfamilie Tumanow widerspiegelt.
1602 eroberte der persische Schah Abbas Armenien. Den Besitzern der Festung Lori-berd, Nasar und Daj aus dem Hause Tumanischwili, erkannte er den Fürstenstand an. Während die Nachfahren von Daj den Namen Dajan und später (Loris-)Melikow annahmen, nannten sich die Söhne von Nasar Nasarischwili(-Tumanischwili). 1734 ließ sich Dawid Nasarischwili-Tumanischwili, der Stammvater der russischen Linie, als Teil des Gefolges von König Wachtang VI. in der Stadt Tambow nieder. Dort wurde er bei der russischen Fürstenklasse immatrikuliert und in Dienst gestellt. Dabei nahm er den russischen Familiennamen Nasarow an. Der zweite, auf die Herkunft von den Mamikonjan hinweisende Namensbestandteil wurde weggelassen, aber in den folgenden Jahrzehnten teilweise inoffiziell weiterverwendet.
Die Fürsten Nasarow gehören größtenteils der V. Abteilung der russischen Adelsregister (Titulierter Adel) an. Als russische Titularfürsten sind sie dabei am ehesten der III. Abteilung des Europäischen Hohen Adels zuzuordnen. Wie im russischen Fürstenstand generell üblich trägt jedes Familienmitglied von Geburt an den Titel Fürst, allerdings mit der Anrede Erlaucht.

### Bedeutende Vertreter
Diese Personen sind größtenteils der unvollständigen Stammreihe aus einem genealogischen Werk des Jahres 1915 entnommen.
- Fürst Dawid Michailowitsch Nasarow (1758–?), Oberstleutnant und Kommandant des Tiraspoler Dragonerregiments
- Fürst Dawid Nasarischwili-Tumanischwili (Nasarow), georgischer Tawadi und Mdiwanbeg, Begründer des russischen Fürstenhauses Nasarow. Fürst Dawid hatte zwei Söhne, Michail und Gawriil.
- Fürstin Elisaweta Georgiewna Nasarowa verh. Gontscharowa (1809–1872), Ehefrau des Dmitri Nikolaewitsch Gontscharow, des Schwagers von Alexander Sergeewitsch Puschkin
- Fürst Georgi (Jegor) Konstantinowitsch Nasarow († 1916), Offizier der Kaiserlich Russischen Armee im Ersten Weltkrieg, gefallen an der österreichischen Front
- Fürst Georgi (Jegor) Michailowitsch Nasarow (1759–?), Statthalter von Bogorodizk
- Fürst Michail Dawidowitsch Nasarow (186?–1906), Fabrikdirektor, fiel einem linksradikalen Attentat zum Opfer[6]

### Wappen

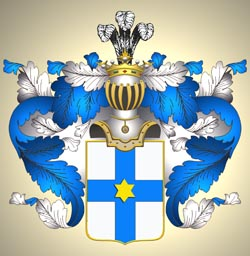
Wappen des 1799 nobilitierten Beamten Lew Semjonowitsch Nasarow, möglicherweise mit von den Fürsten Nasarow-Tumanow usurpiertem Motiv.

Das im "Kaukasischen Wappenbuch" von 1922 vermerkte Wappen der Fürsten Nasarow-Tumanow ist mit dem des vom Beamten Lew Semjonowitsch Nasarow (s. u.) 1799 begründeten Briefadelsgeschlechtes im Motiv identisch: auf silbernem Grund ein blaues Kreuz, in diesem ein goldener sechszackiger Stern. Ob Lew Semjonowitsch bei seiner Nobilitierung das fürstliche Wappen usurpierte, oder ob die Fürsten Nasarow-Tumanow (bis zum Eintrag ins Wappenbuch) gar kein Wappen führten (was im russischen Adel durchaus vorkommen kann) und entweder sie oder der Autor des "Wappenbuches" dieses übernahm, ist noch unklar.

## Uradelige Nasarow (Rurikiden)
1573 war ein Dmitri Nasarow Opritschnik (Leibwächter) Iwans des Schrecklichen und damit Mitglied der Vorläuferschicht des modernen russischen Adels. Gegen Ende des 17. Jahrhunderts, vor Beginn der extensiven russischen Nobilitierungspraxis, liegen zwei Adelsgeschlechter namens Nasarow vor. Es wird vermutet, dass die uradeligen Nasarow Nachkommen der Fürsten von Rjasan und damit Rurikiden sind. Sie gehören zu den "deklassierten" Rurikidengeschlechtern, die des Fürstentitels verlustig geworden sind oder diesen, außer in Form heraldischer Rangabzeichen, nicht mehr führen, sondern sich als untitulierte Adelige begreifen.

## Briefadelige Nasarow
Es gab bzw. gibt insgesamt bis zu 28 nicht näher miteinander verwandte, nicht zum Uradel gehörende Adelsgeschlechter namens Nasarow, zu einem wesentlichen Teil Kosakenoffiziersfamilien.
Am 25. März 1799 wurde der am Kaiserlichen Hof beschäftigte Kammerfurier VI. Klasse Lew Semjonowitsch Nasarow per Diplom in den erblichen russischen Adelsstand erhoben.